# Plokgeld
Plokgeld,  plokpenning, inzetpremie, trekgeld of strijkgeld is een term die voorkomt op de vastgoedveiling. De verkopende partij kan een bepaald bedrag uitloven aan de hoogste bieder. Motief voor het ter beschikking stellen van het plokgeld is dat men het bieden op de veiling wil stimuleren. Doorgaans is het plokgeld 1 procent van de verwachte (of gewenste) veilopbrengst van het object. Wordt bijvoorbeeld een plokgeld van € 4.000,- uitgeloofd, dan kunnen de bieders op de veiling daaraan zien dat de verkopende partij een opbrengst van circa € 400.000,- wil hebben voor het object. Wanneer zij beduidend minder bieden, loopt men het risico dat het object door de verkoper niet wordt gegund. Dit betekent dat de hoogste bieder het geveilde object niet kan afnemen. 
Met name bij de veilingpraktijk te Amsterdam is het plokgeld een veelvoorkomend verschijnsel. Ook bij regionale vastgoedveilingen komt plokgeld geregeld voor, soms onder afwijkende benamingen. De provisionele koper (dit is degene die het hoogste bod heeft gedaan), kreeg daar vroeger het plokgeld zelfs contant op de veiling uitgekeerd. Dit verloopt thans via betaling op een bankrekening. 